# Ann Schoot Uiterkamp
Ann Schoot Uiterkamp (1985) es una deportista neerlandesa que compite en duatlón. Ganó una medalla de bronce en el Campeonato Europeo de Duatlón de 2021.

## Palmarés internacional
| Campeonato Europeo | Campeonato Europeo    | Campeonato Europeo | Campeonato Europeo |
| Año                | Lugar                 | Medalla            | Prueba             |
| ------------------ | --------------------- | ------------------ | ------------------ |
| 2021               | Târgu Mureș (Rumania) | Medalla de bronce  | Individual         |